# Wembley Park metróállomás
A Wembley Park a londoni metró egyik állomása a 4-es zónában, a Jubilee line és a Metropolitan line érinti.

## Története
Az állomást 1893. október 14-én a Metropolitan line részeként nyitották meg, ám ekkor még csak szombatonként állt meg a labdarúgó-mérkőzések idején. Teljes megnyitása 1894. május 12-én történt. 1939-től 1979-ig a Bakerloo line egyik állomása is volt, 1979-től a Jubilee line is érinti.

## Forgalom
| Járat | Útvonal | Gyakoriság     |
| ----- | --- | -------------- |
|       | Stanmore – Canons Park – Queensbury – Kingsbury – Wembley Park – Neasden – Dollis Hill – Willesden Green – Kilburn – West Hampstead – Finchley Road – Swiss Cottage – St. John’s Wood – Baker Street – Bond Street – Green Park – Westminster – Waterloo – Southwark – London Bridge – Bermondsey – Canada Water – Canary Wharf – North Greenwich – Canning Town – West Ham – Stratford | 2-4 percenként |
|       | Aldgate – Liverpool Street – Moorgate – Barbican – Farringdon – King’s Cross St. Pancras – Euston Square – Great Portland Street – Baker Street – Finchley Road – Wembley Park – Preston Road – Northwick Park – Harrow-on-the-Hill (– tovább Chesham, Watford, Uxbridge és Amersham felé)                                                                                              | 3-5 percenként |

## Átszállási kapcsolatok
| Állomás      | Átszállási kapcsolatok              |
| ------------ | ----------------------------------- |
| Wembley Park | Helyi buszok (Wembley Park Station) |

## Fordítás
- Ez a szócikk részben vagy egészben  a   Wembley Park tube station című angol Wikipédia-szócikk fordításán alapul.  Az eredeti cikk szerkesztőit annak laptörténete sorolja fel. Ez a jelzés csupán a megfogalmazás eredetét és a szerzői jogokat jelzi, nem szolgál a cikkben szereplő információk forrásmegjelöléseként.